# Базални метаболизам
Базални метаболизам је најмања потрошња енергије неопходна за одржавање виталних телесних процеса организма. Ниво енергије који појединац троши током одмора.
Базални метаболизам просечног мушкарца износи 1700 кцал/дан (килокалорија на дан).